# Lee Simonson
Pour les articles homonymes, voir Simonson.
Lee Simonson, né le 26 juin 1888 à New York (État de New York), mort le 23 janvier 1967 à Yonkers (État de New York), est un décorateur et costumier américain.

## Biographie
Devenu membre de la Theatre Guild (en) (New York) en 1919, Lee Aronson contribue à Broadway, comme costumier et/ou décorateur, à de nombreuses pièces (ainsi que quelques comédies musicales et une revue), notamment mises en scène par Philip Moeller (membre fondateur en 1918 de ladite Theatre Guild).
Ses deux premières pièces à Broadway sont La Puissance des ténèbres de Léon Tolstoï (1920, avec Henry Travers et Helen Westley) et Liliom de Ferenc Molnár (1921-1922, avec Joseph Schildkraut dans le rôle-titre et Eva Le Gallienne). Suivent entre autres Elizabeth the Queen (en) de Maxwell Anderson (1930-1931, avec Lynn Fontanne dans le rôle-titre et Alfred Lunt), la comédie musicale L'École des maris (d'après la pièce éponyme de Molière, 1933-1934, avec Osgood Perkins et June Walker), ou encore Amphitryon 38 de Jean Giraudoux (1937-1938, avec Lynn Fontanne et Alfred Lunt).
Sa dernière pièce à Broadway est Jeanne de Lorraine de Maxwell Anderson (1946-1947, avec Ingrid Bergman dans le rôle-titre et Romney Brent).
Unique contribution pour la télévision américaine, il est décorateur d'un épisode en 1950 de la série Suspense.
Lee Simonson meurt en 1967, à 78 ans.

## Théâtre à Broadway (intégrale)
(pièces, sauf mention contraire)

### Costumier et décorateur

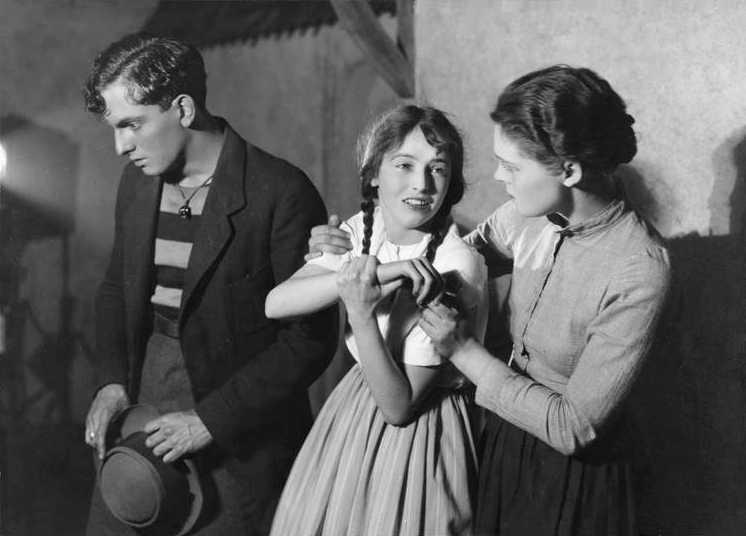
Liliom (1921),
avec Joseph Schildkraut, Evelyn Chard et Eva Le Gallienne (de g. à d.)

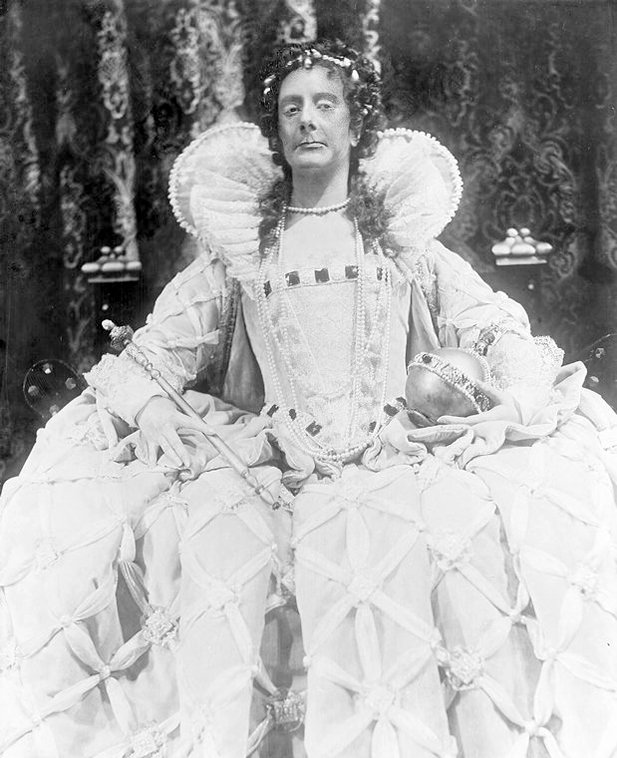
Elizabeth the Queen (1931),
avec Lynn Fontanne (rôle-titre)

- 1920 : La Puissance des ténèbres (The Power of Darkness) de Léon Tolstoï, adaptation d'Aylmer Maude
- 1921-1922 : Liliom de Ferenc Molnár, mise en scène de Frank Reicher
- 1925-1926 : Le Héros et le Soldat (Arms and the Man) de George Bernard Shaw, mise en scène de Philip Moeller
- 1927-1928 : The Road to Rome de Robert E. Sherwood
- 1928 : Marco Millions d'Eugene O'Neill, mise en scène de Rouben Mamoulian
- 1930-1931 : Elizabeth the Queen (en) de Maxwell Anderson, mise en scène de Philip Moeller
- 1933-1934 : L'École des maris (The School for Husbands), comédie musicale, musique d'Edmond W. Rickett, lyrics d'Arthur Guiterman, livret d'A. G. et Laurence Langner, d'après la pièce L'École des maris de Molière (+ ballet The Dream of Sganarelle, musique d'Edmond W. Rickett)
- 1935 : Parade, revue, musique de Jerome Moross (orchestrée par Robert Russell Bennett, Jerome Moross, David Raksin et Conrad Salinger), lyrics et sketches de divers auteurs
- 1936-1937 : Prelude to Exile de William J. McNally, mise en scène de Philip Moeller
- 1937 : The Masque of Kings de Maxwell Anderson, mise en scène de Philip Moeller
- 1946-1947 : Jeanne de Lorraine (Joan of Lorraine) de Maxwell Anderson (+ lumières)

### Décorateur uniquement
- 1921-1922 : Tangerine, comédie musicale, musique de Monte Carlo et Alma M. Sanders, lyrics d'Howard Johnson, livret de Philip Bartholomae et Guy Bolton, mise en scène de George F. Marion et Bert French
- 1924 : Sweet Little Devil, comédie musicale, musique de George Gershwin, lyrics de Buddy DeSylva, livret de Frank Mandel et Laurence Schwab
- 1929 : Dynamo (en) d'Eugene O'Neill, mise en scène de Philip Moeller
- 1932 : La Terre chinoise (The Good Earth), adaptation par Donald et Owen Davis du roman éponyme de Pearl Buck, mise en scène de Philip Moeller
- 1932 : Red Planet (Balderston) de John L. Balderston et J. E. Hoare
- 1933 : American Dream de George O'Neil, mise en scène de Philip Moeller
- 1933 : La maschera e il volto (The Mask and the Face) de Luigi Chiarelli, adaptation de William Somerset Maugham, mise en scène de Philip Moeller
- 1934 : Jours sans fin (Days Without End) d'Eugene O'Neill, mise en scène de Philip Moeller
- 1934 : They Shall Not Die de John Wexley, mise en scène de Philip Moeller
- 1934 : Jigsaw de Dawn Powell, mise en scène de Philip Moeller
- 1934 : A Sleeping Clergyman de James Bridie, mise en scène de Philip Moeller
- 1934-1935 : Rain from Heaven de S. N. Behrman, mise en scène de Philip Moeller
- 1935 : L'Idiot des îles imprévues (The Simpleton of the Unexpected Isles) de George Bernard Shaw
- 1936 : Call It a Day de Dodie Smith, mise en scène de Tyrone Guthrie
- 1936 : End of Summer de S. N. Behrman, mise en scène de Philip Moeller
- 1936 : Idiot's Delight de Robert E. Sherwood, mise en scène de Bretaigne Windust
- 1937 : Virginia, an American Musical Romance, comédie musicale, musique d'Arthur Schwartz, lyrics d'Albert Stillman, livret de Laurence Stallings et Owen Davis, costumes d'Irene Sharaff
- 1937-1938 : Amphitryon 38 de Jean Giraudoux, adaptation de S. N. Behrman, mise en scène de Bretaigne Windust
- 1937 : Madame Bovary, adaptation par Gaston Baty du roman éponyme de Gustave Flaubert, adaptation anglaise de Benn W. Levy
- 1938 : Wine of Choice de S. N. Behrman, mise en scène d'Herman Shumlin
- 1938 : Loreli de (et (mise en scène par) Jacques Deval
- 1944 : The Streets Are Guarded de Laurence Stallings
- 1945 : Foxhole in the Parlor d'Elsa Shelley

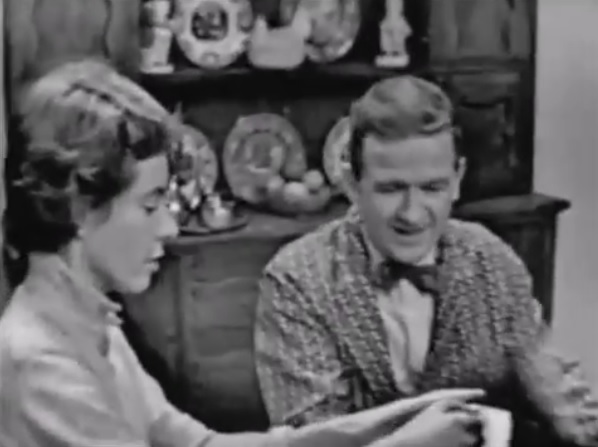
Série Suspense, épisode Edge of Panic (1950), avec Louisa Horton et Patrick McVey

## Filmographie (décorateur)
- 1950 : Suspense (série), saison 3, épisode 3 Edge of Panic de Robert Stevens